# 이옥원
이옥원(1928년 ~ 1995년 5월 7일)은 대한민국의 에스페란티스토로 한국에스페란토협회원이다.